# Charles Goldenberg
Charles Robert Goldenberg (* 10. März 1910 in Odessa, jetzt Ukraine; † 16. April 1986 in Glendale, Wisconsin) Nickname: Buckets war ein US-amerikanischer Footballspieler. Er spielte unter anderem auf der Position des Guards in der National Football League (NFL).

## Laufbahn
Goldenberg wurde in Russland geboren, wuchs aber in den USA auf, nachdem seine Eltern ausgewandert waren. Goldenberg erhielt 1930 ein Stipendium an der University of Wisconsin–Madison und kam in deren American-Football-Mannschaft auf verschiedenen Positionen zum Einsatz. 1933 schloss er sich den Green Bay Packers in der NFL an und wurde dort in den Anfangsjahren auch als Runningback aufgestellt und konnte in seiner ersten Saison 42 Punkte erzielen. Goldenberg spielte aber überwiegend in der Offensive Line und wurde im Laufe seiner Karriere überwiegend zum Stellen von Blocks eingesetzt. Goldenberg konnte dreimal die NFL Meisterschaft mit den Packers gewinnen. 1938 gegen die New York Giants mit 23:17, 1939 erneut gegen die Giants mit 27:0 und 1944 wurden nochmals die Giants mit 14:7 geschlagen. 1945 nach 120 Spielen in der NFL beendete Goldenberg seine Laufbahn. Nach seiner Laufbahn betrieb er ein Restaurant. Charles Goldenberg wurde nach seinem Tod auf dem Spring Hill Cemetery and Mausoleum in Milwaukee beerdigt.

## Ehrungen
Goldenberg ist Mitglied im NFL 1930s All-Decade Team, in der Wisconsin Athletic Hall of Fame, im All-Time Team der Packers und seit 1993 in der International Jewish Sports Hall of Fame. Sein ehemaliger Verein ehrte ihn mit der Aufnahme in die Green Bay Packers Hall of Fame.